# Постійні представники Естонії при Організації Об'єднаних Націй
Постійний представник Естонії при Організації Об'єднаних Націй — офіційна посадова особа, яка представляє Естонію в усіх органах Організації Об'єднаних Націй.

## Естонія в ООН
Естонія стала членом Організації Об'єднаних Націй 17 вересня 1991 року. Першим постійним представником Естонії в ООН був Ернст Яаксон.

## Постійні представники Естонії при ООН
1. Ернст Яаксон (1991—1994)
2. Тривімі Веллісте (1994—1998)
3. Свен Юргенсон (1998—2000)
4. Мерле Паюла (2000—2004)
5. Яак Йоерюут (2004—2005)
6. Тійна Інтелманн (2005—2010)
7. Маргус Колга (2010—2015)
8. Свен Юргенсон (з 2015)

## Посли Естонії у відділеннях ООН та інших міжнародних організаціях у Женеві
1. Прийт Паллум (1998—1999)
2. Клайд Кулл (2000—2004)
3. Тиніс Нірк (2004—2009)
4. Юрі Зайленталь (2009—2015)
5. Андре Панг (2015—2019)
6. Катрін Саарсалу-Лаячі (з 2015)